# Palystella sexmaculata
Palystella sexmaculata là một loài nhện trong họ Sparassidae.
Loài này thuộc chi Palystella. Palystella sexmaculata được George Newbold Lawrence miêu tả năm 1928.